# Friedberg (Baviera)
Friedberg é uma cidade da Alemanha, localizado no distrito de Aichach-Friedberg no estado da Baviera.